# 유기 (후한)
유기(劉琦, ? ~ 209년)는 후한 말의 군웅 유표(劉表)의 장남으로, 이복동생으로는 유종(劉琮)이 있다. 생모는 진씨(陳氏)이다.

## 생애
원래는 아버지를 닮아 아버지의 사랑을 받았으나, 유표의 후처 채씨가 유기의 동생인 유종을 사랑하여 유표의 후사로 세우고자 했고, 채모와 장윤이 유종을 도왔기 때문에, 유기와 유종은 서로 원수같이 사이가 벌어졌다. 유표도 채부인의 말을 들어 유기를 좋아하지 않았기 때문에, 신변의 안전을 위해 제갈량(諸葛亮)에게 상의하려고 했다. 제갈량이 계속 거부하자, 제갈량을 후원의 누각으로 초대하고 사다리를 치운 후에 조언을 구했다. 제갈량은 진 문공의 고사를 들어 외지로 나갈 것을 권했고, 건안 13년(208년) 황조(黃祖)가 죽어 자리가 빈 강하군의 태수로 부임했다. 유표는 마침내 유종을 후사로 삼았다. 이해에 유표가 위독해지자 문안하려 했지만, 채모와 장윤이 유표를 만나지 못하게 하여 울면서 돌아갔다. 유종이 조조(曹操)에게 항복을 하고, 유기에게 제후의 인수를 주자, 유기는 격노하여 인수를 집어던지고 강남으로 달아났으며, 패주하고 오는 유비 일행을 1만 명의 군사와 함께 맞이하여 함께 하구에 주둔했다. 적벽대전 이후에 유비가 형주 남쪽의 4군을 평정하고 표를 올려 형주자사가 되었지만, 이듬해 병사했다.

## 같이 보기
- 삼국지 인물 목록